# Saint-Gengoux-le-National
Pour les articles homonymes, voir Saint-Gengoux-de-Scissé.
Saint-Gengoux-le-National est une commune française située dans le département de Saône-et-Loire, en région Bourgogne-Franche-Comté.

## Géographie
Le village est situé sur un coteau dominant la basse Grosne.
Il se compose de trois éléments à l'intérieur même des murs : un noyau en plaine, l'accès à ce centre et une extension étagée en bandes sur le versant du coteau.

### Climat
Pour des articles plus généraux, voir Climat de la Bourgogne-Franche-Comté et Climat de Saône-et-Loire.
En 2010, le climat de la commune est de type climat océanique dégradé des plaines du Centre et du Nord, selon une étude du Centre national de la recherche scientifique s'appuyant sur une série de données couvrant la période 1971-2000. En 2020, Météo-France publie une typologie des climats de la France métropolitaine dans laquelle la commune est dans une zone de transition entre le climat océanique altéré et le climat océanique altéré et est dans la région climatique Bourgogne, vallée de la Saône, caractérisée par un bon ensoleillement (1 900 h/an), un été chaud (18,5 °C), un air sec au printemps et en été et des vents faibles.
Pour la période 1971-2000, la température annuelle moyenne est de 11,1 °C, avec une amplitude thermique annuelle de 17,8 °C. Le cumul annuel moyen de précipitations est de 794 mm, avec 10,9 jours de précipitations en janvier et 7,3 jours en juillet. Pour la période 1991-2020, la température moyenne annuelle observée sur la station météorologique de Météo-France la plus proche, « Mt-Saint-Vincent », sur la commune de Mont-Saint-Vincent à 14 km à vol d'oiseau, est de 10,4 °C et le cumul annuel moyen de précipitations est de 891,2 mm. 
La température maximale relevée sur cette station est de 37,6 °C, atteinte le 12 août 2003 ; la température minimale est de −21,1 °C, atteinte le 10 février 1956,,.
Les paramètres climatiques de la commune ont été estimés pour le milieu du siècle (2041-2070) selon différents scénarios d'émission de gaz à effet de serre à partir des nouvelles projections climatiques de référence DRIAS-2020. Ils sont consultables sur un site dédié publié par Météo-France en novembre 2022.

## Urbanisme

### Typologie
Au 1er janvier 2024, Saint-Gengoux-le-National est catégorisée bourg rural, selon la nouvelle grille communale de densité à sept niveaux définie par l'Insee en 2022.
Elle est située hors unité urbaine et hors attraction des villes,.

### Occupation des sols
L'occupation des sols de la commune, telle qu'elle ressort de la base de données européenne d’occupation biophysique des sols Corine Land Cover (CLC), est marquée par l'importance des territoires agricoles (72,2 % en 2018), en diminution par rapport à 1990 (73,9 %). La répartition détaillée en 2018 est la suivante : prairies (36,9 %), zones agricoles hétérogènes (25,5 %), forêts (14,3 %), zones urbanisées (11,1 %), terres arables (5,1 %), cultures permanentes (4,7 %), milieux à végétation arbustive et/ou herbacée (2,5 %). L'évolution de l’occupation des sols de la commune et de ses infrastructures peut être observée sur les différentes représentations cartographiques du territoire : la carte de Cassini (XVIIIe siècle), la carte d'état-major (1820-1866) et les cartes ou photos aériennes de l'IGN pour la période actuelle (1950 à aujourd'hui).

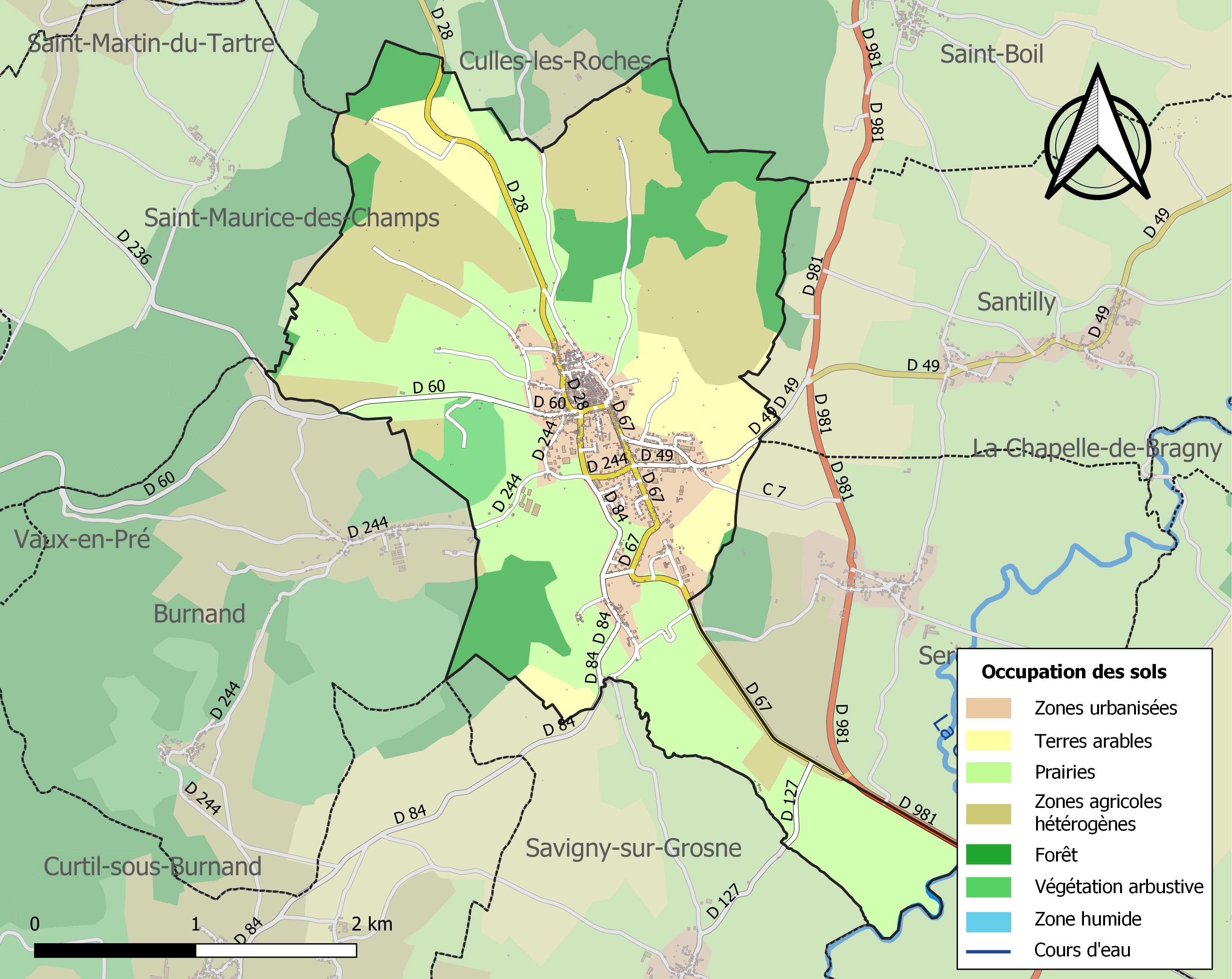
Carte des infrastructures et de l'occupation des sols de la commune en 2018 (CLC).

## Toponymie
La commune doit son nom à saint Guengoult, qui a parcouru le Morvan au VIIIe siècle.

## Histoire

### Époque médiévale

Saint-Gengoux-le-National appartient au Pays d'art et d'histoire « Entre Cluny et Tournus » créé en 2010.

Après la fondation de l'abbaye de Cluny en 910, son domaine s'est progressivement étendu jusqu'à atteindre le territoire de la villa Sancti Gandulfi, en 928. Le bourg était situé au croisement des routes menant à Mâcon par Cluny, à Chalon et à Autun. L'église est mentionnée en 950.
L'église, son presbytère et tous les biens qui y étaient attachés entrent dans le domaine de Cluny par une donation en 1020. Ces biens vont devenir le noyau d'un doyenné. Les donations au doyenné ont continué pendant tous les XIe et XIIe siècles. En 1150, le doyenné de Saint-Gengoux est le plus important de la région.
Pour installer son influence en Bourgogne méridionale, le roi Louis VII prend prétexte des incursions du comte de Chalon sur les terres de l'abbaye de Cluny pour intervenir contre le comte. L'abbé Étienne se décide alors à conclure un acte de pariage avec le roi en 1166 l'associant dans la possession du doyenné et en particulier dans le burgum novum qui désigne la nouvelle agglomération qui s'est développée autour de l'église.
Le roi Louis VII obtient alors d'installer un prévôt et de fortifier la ville de Saint-Gengoux afin d'assurer sa sécurité. À partir de cette date, les rois de France se servent de la ville comme appui pour étendre leur pouvoir dans la basse vallée de la Saône. Louis IX y aurait installé un bailliage avant l'acquisition du comté de Mâcon par le roi 73 ans après l'acte de pariage.
La double tutelle de l'abbaye de Cluny et du roi de France conduit à un enrichissement de la ville et un accroissement de la population. En 1190 on note une première mention d'un bourgeois dans la ville, ce qui peut dire qu'elle possédait un acte de franchise dont le texte n'a pas été conservé. L'enrichissement se traduit par exemple par la prise en censive par les bourgeois d'une ancienne réserve d'un chevalier en 1235, puis par l'achat par un bourgeois, en 1250, d'une seigneurie noble. Au début du XIIe siècle, une part importante des héritages des chevaliers devient la propriété des bourgeois. C'est pendant cette période que se construisent les maisons conservées les plus anciennes.
Durant la guerre de Cent Ans, le comté de Mâcon passe des mains du roi de France en celles des ducs de Bourgogne en 1435.
Le siège du bailliage royal est transféré de Mâcon à Saint-Gengoux entre 1359 et 1372, puis de 1424 à 1435. Par la suite, la châtellenie royale de Saint-Gengoux continue d'exercer la justice sur un ressort regroupant les villages des environs. Elle est sise au château qu'on voit encore aujourd'hui, au bas du bourg, qui servait de résidence à un juge châtelain.
L'abbaye de Cluny relâche son contrôle sur ses biens dans le doyenné dès le début du XIVe siècle en encourageant la formation d'un mépart, société de prêtres, qui est chargée de la cura animorum. En 1315, ce mépart compte 11 prêtres appelés concurés.
La ville souffre peu de la guerre de Cent Ans même si on note que les Écorcheurs ruinent le chœur de l'église. Mais les temps de troubles sont coupés de périodes de calme assez longues pour permettre la construction de plusieurs maisons.
Les officiers royaux et ducaux et les prêtres forment une partie de l'élite de la ville, et se font construire plusieurs maisons à la fin du XVe et au début du XVIe siècle.

### Époque contemporaine
À la Révolution, Saint-Gengoux-le-Royal prend le nom de Jouvence (décision entérinée par une décret de la Convention du 4 mars 1793). Par un décret du 17 avril 1882, Saint-Gengoux-le-Royal prend le nom actuel de Saint-Gengoux-le-National.
La ville est également le théâtre d'une insurrection armée lors de la proclamation du Second Empire : le 5 décembre 1851 133 émeutiers prennent les armes avant d'attaquer les notables, ainsi que ceux de Cormatin et de Saint-Sorlin (actuellement, La-Roche-Vineuse), avant de prendre le contrôle de Cluny. Un groupe d'insurgés comprenant également des républicains de Cluny marche ensuite sur Mâcon, où ils sont dispersés par l'armée. 138 villageois, dont 40 de Saint-Gengoux, sont arrêtés et jugés le 9 février 1852. 34 Jouvenceaux sont condamnés à des peines de prison, d'exil ou de déportation (principalement en Algérie, mais aussi à Cayenne).
De 1889 au 7 avril 1969 (date de sa fermeture par la SNCF), Saint-Gengoux-le-National est relié à Montchanin par une ligne de chemin de fer.
1929 : fondation de la coopérative vinicole de Saint-Gengoux-le-National, avec Jean Dutartre pour président (cave qui sera absorbée en 1977 par la cave coopérative de Buxy).
L'année 1994 a vu la fondation à Saint-Gengoux d'une société savante : la Société d'études historiques et naturelles du Pays de Grosne et Guye.

## Économie
Marché les 1ers et 3es mardis de chaque mois.

## Politique et administration

### Liste des maires
Ont successivement été maires de Saint-Gengoux-le-National :

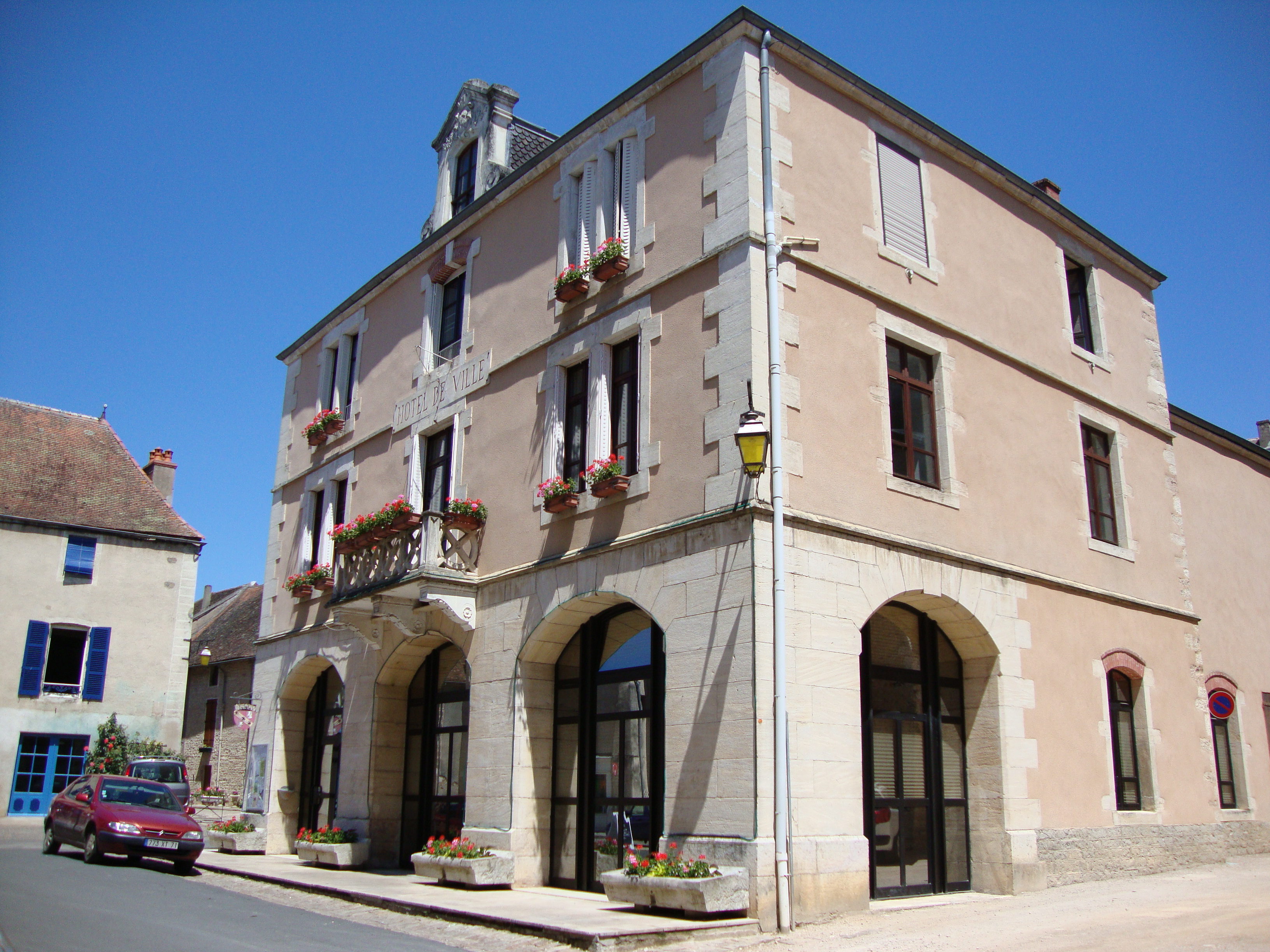
Mairie.

| Période       | Période   | Identité                     | Étiquette    | Qualité |
| ------------- | --------- | ---------------------------- | ------------ | --- |
| maire en 1880 | ?         | Jean Janaud                  |              | Notaire, conseiller d'arrondissement du Canton de Saint-Gengoux-le-National Suppléant du juge de paix du Canton de Saint-Gengoux-le-National |
| mars 1977     | juin 1995 | Docteur Jacques-Albert Ruste | MRG puis DVD | vétérinaire Conseiller général du Canton de Saint-Gengoux-le-National (1980-2000)                                                            |
| juin 1995     | mars 2008 | Jean-Pierre Chapelon         | DVG          | professeur de collège Conseiller général du Canton de Saint-Gengoux-le-National (2001-2015)                                                  |
| mars 2008     | mars 2014 | Joël Pierre                  | UMP          | viticulteur |
| mars 2014     | 2020      | René Delorme                 | UDI          | agent commercial |
| mars 2020     | En cours  | Didier Bordet                |              | cadre de direction retraité |

### Sécurité

#### Gendarmerie

Saint-Gengoux-le-National, chef-lieu de canton jusqu'en 2015, dispose d'une caserne de gendarmerie (liée depuis 2001 à celles de Tournus et de Lugny, à la suite de la mise en place des « communautés de brigades »).

#### Sapeurs-pompiers

Saint-Gengoux-le-National dispose d'un centre d'incendie et de secours (implanté rue du 19 Mars 1962), commandé par le capitaine Pascal Verdot et relevant de la compagnie de Chalon-sur-Saône.

## Démographie
Les habitants de Saint-Gengoux-le-National s'appellent les Jouvenceaux (gentilé tirant son origine de l'ancien nom de la ville à la fin du XVIIIe siècle : Jouvence).

Les vignobles du Mâconnais.

L'évolution du nombre d'habitants est connue à travers les recensements de la population effectués dans la commune depuis 1793. Pour les communes de moins de 10 000 habitants, une enquête de recensement portant sur toute la population est réalisée tous les cinq ans, les populations de référence des années intermédiaires étant quant à elles estimées par interpolation ou extrapolation. Pour la commune, le premier recensement exhaustif entrant dans le cadre du nouveau dispositif a été réalisé en 2008.

En 2022, la commune comptait 1 047 habitants, en évolution de +0,29 % par rapport à 2016 (Saône-et-Loire : −1,06 %, France hors Mayotte : +2,11 %).
| 1793  | 1800  | 1806  | 1821  | 1831  | 1836  | 1841  | 1846  | 1851  |
| ----- | ----- | ----- | ----- | ----- | ----- | ----- | ----- | ----- |
| 1 450 | 1 469 | 1 627 | 1 486 | 1 492 | 1 672 | 1 760 | 1 777 | 1 799 |

| 1856  | 1861  | 1866  | 1872  | 1876  | 1881  | 1886  | 1891  | 1896  |
| ----- | ----- | ----- | ----- | ----- | ----- | ----- | ----- | ----- |
| 1 722 | 1 766 | 1 830 | 1 855 | 1 857 | 1 955 | 1 900 | 1 647 | 1 780 |

| 1901  | 1906  | 1911  | 1921  | 1926  | 1931  | 1936  | 1946  | 1954  |
| ----- | ----- | ----- | ----- | ----- | ----- | ----- | ----- | ----- |
| 1 726 | 1 687 | 1 523 | 1 207 | 1 243 | 1 160 | 1 091 | 1 098 | 1 053 |

| 1962  | 1968  | 1975  | 1982  | 1990  | 1999  | 2006  | 2008  | 2013  |
| ----- | ----- | ----- | ----- | ----- | ----- | ----- | ----- | ----- |
| 1 058 | 1 070 | 1 058 | 1 067 | 1 013 | 1 049 | 1 053 | 1 053 | 1 041 |

| 2018  | 2022  | - | - | - | - | - | - | - |
| ----- | ----- | - | - | - | - | - | - | - |
| 1 049 | 1 047 | - | - | - | - | - | - | - |

## Culture locale et patrimoine

### Lieux et monuments
Saint-Gengoux-le-National a été labellisée Cité de Caractère de Bourgogne-Franche-Comté en 2017.

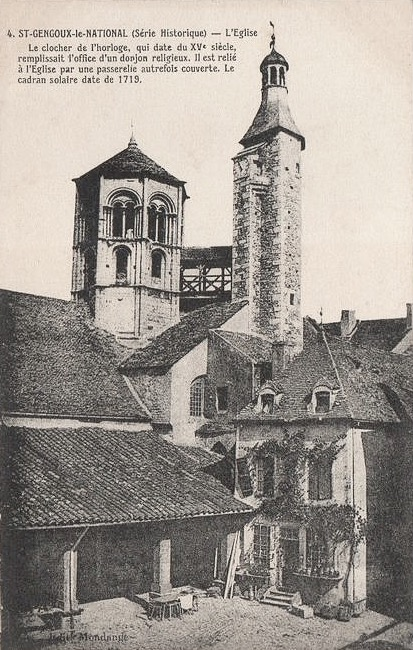
Saint-Gengoux-le-National, église.

- L'église Saint-Gengoux[24],[25],[26] a été construite en 1120 par les bénédictins de Cluny sous le vocable de saint Gengoux. Elle mesure quarante et un mètres de long et seize de large. Elle fut plusieurs fois pillée et restaurée. En 1802, trois chapelles attenantes à l'église furent détruites pour construire sur leur emplacement une halle aux blés. Depuis août 2004, l'église est inscrite à la Fédération des sites clunisiens[27] ;
- Le prieuré, fondé par les bénédictins en 1020. Le bâtiment actuel date du XVe siècle ;
- Le lavoir[28], construit en 1857 ;
- Le donjon, reste du château construit en 1206. Il était entouré de quatre tourelles que Henri IV fit détruire en 1604. Il fut ensuite cédé aux concurés pour y faire leur presbytère ;
- La maison des concurés[29]. Les onze concurés vivant en communauté devaient être natifs du village. L'échauguette est le symbole de la rue du Commerce ;
- La tour François-1er, dernière tour des remparts médiévaux encore intacte.

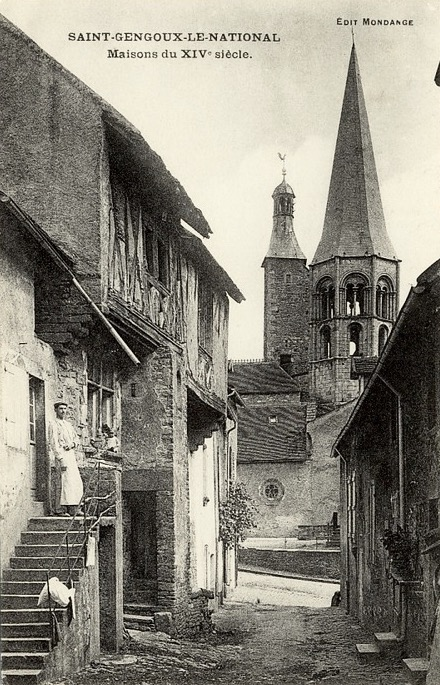
Saint-Gengoux-le-National, maisons du XIVe siècle.

- La maison de bois est une maison à architecture bourguignonne à pans de bois du second quart du XVe siècle, dont les fondations datent de 1410 et les ouvertures sont de style gothique flamboyant. On peut la voir des deux côtés, rue du Mouton et rue du Moulin-à-Cheval ;
- La promenade est l'avenue principale, où on peut voir de nombreuses maisons du XIXe siècle, construites à la place des fortifications. Deux fontaines ornent le haut de cette avenue. La plus haute, la fontaine des Manants (ou de Manon) a été construite au XVIIIe. La seconde, plus récente (XXe) ;
- Le foyer rural : ancien couvent de religieuses ursulines (entre 1631 et 1732) qui instruisaient les jeunes filles nécessiteuses. Elles furent remplacées par les sœurs du Saint Sacrement de Mâcon. Il cessa ces fonctions après la Seconde Guerre mondiale ;
- La rue pavée d'andouilles, les « andouilles » sont des pavés non conformes, invendables qui étaient donnés aux communes voisines par les carriers de grès ;
- La maison du terroir dite « La Crémaillère » : lieu culturel avec une expo-vente des artisans d'art de la région ;
- Le Montgoubot, ancien château fort dont il ne reste qu'une tour, on y trouve dans des fouilles des vestiges gallo-romains ;
- Le Mont Saint-Roch : anciennement nommée Montagne d'Isle, elle prit le nom de Mont Saint Roch, lorsque deux familles décidèrent de construire une chapelle dédiée à saint Roch, protecteur de la peste, pour le remercier de les avoir épargné. Il ne reste qu'une bande de pierres datant de 1662, qui se trouvent à l'entrée de la grotte qui porte aujourd'hui une statue de la Vierge érigée en 1868[30].

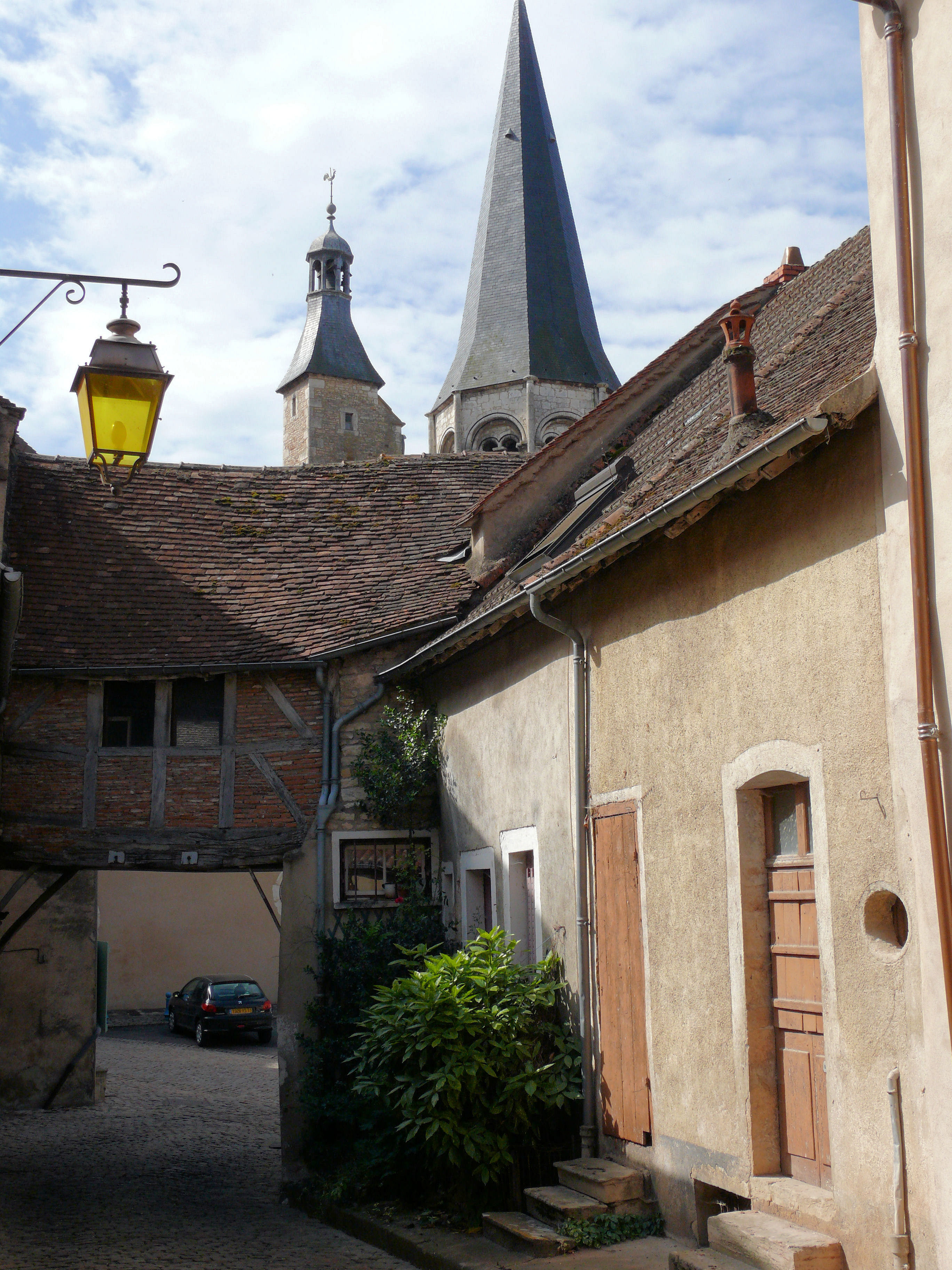
Maison avec pontet, rue du Mouton.
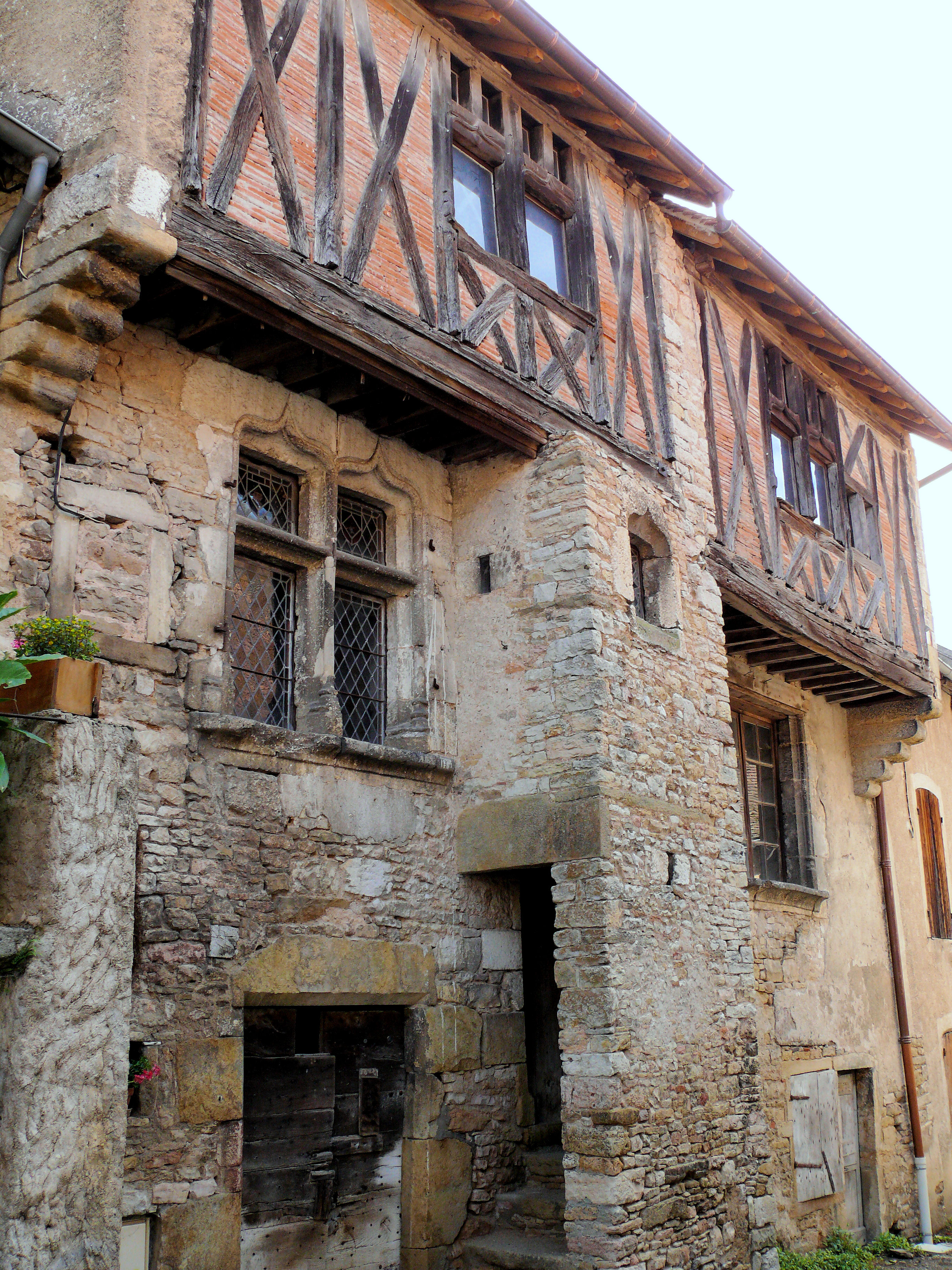
Maison, rue du Moulin-à-Cheval.
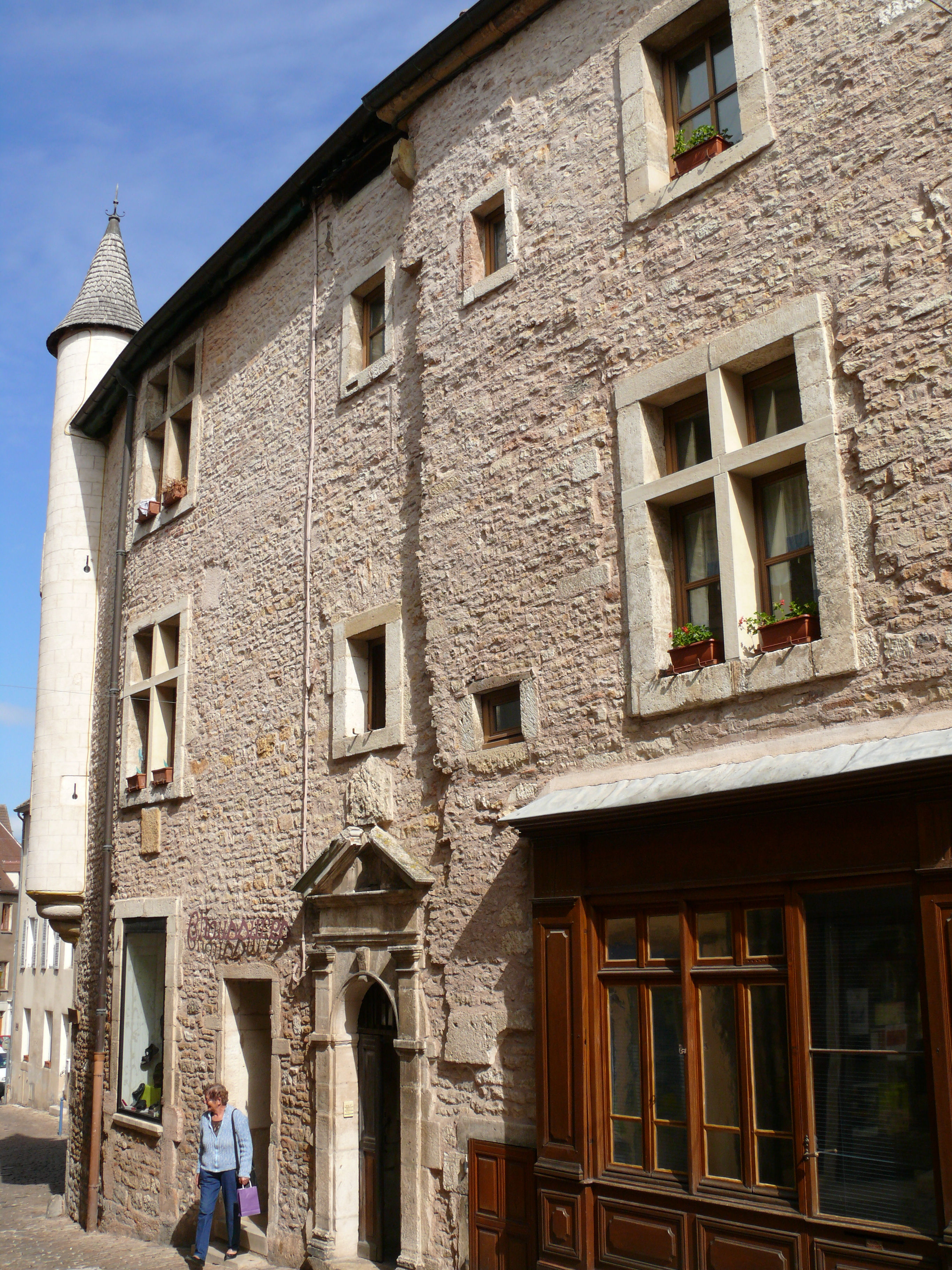
Maison des Concurés.
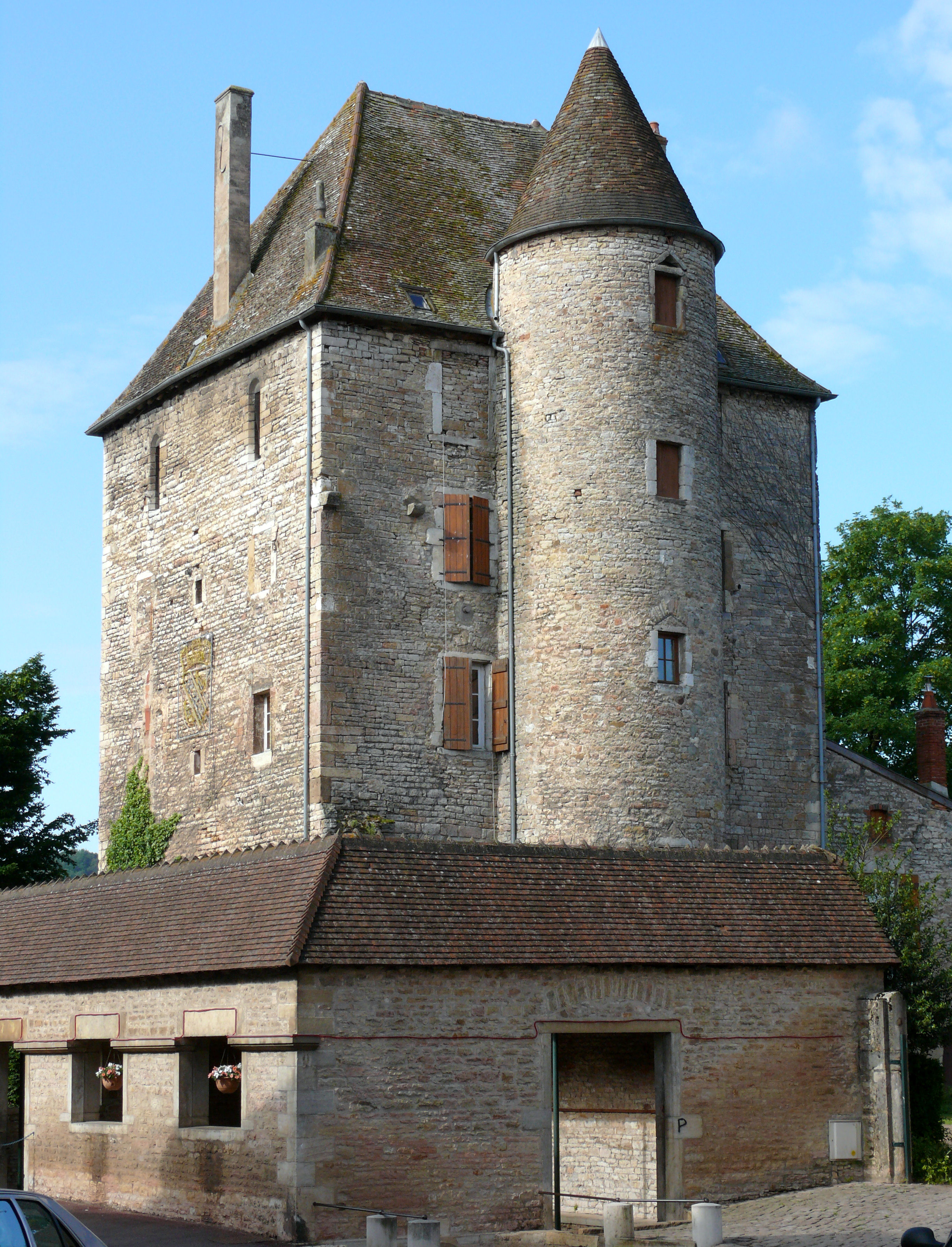
Ancien donjon et lavoir.
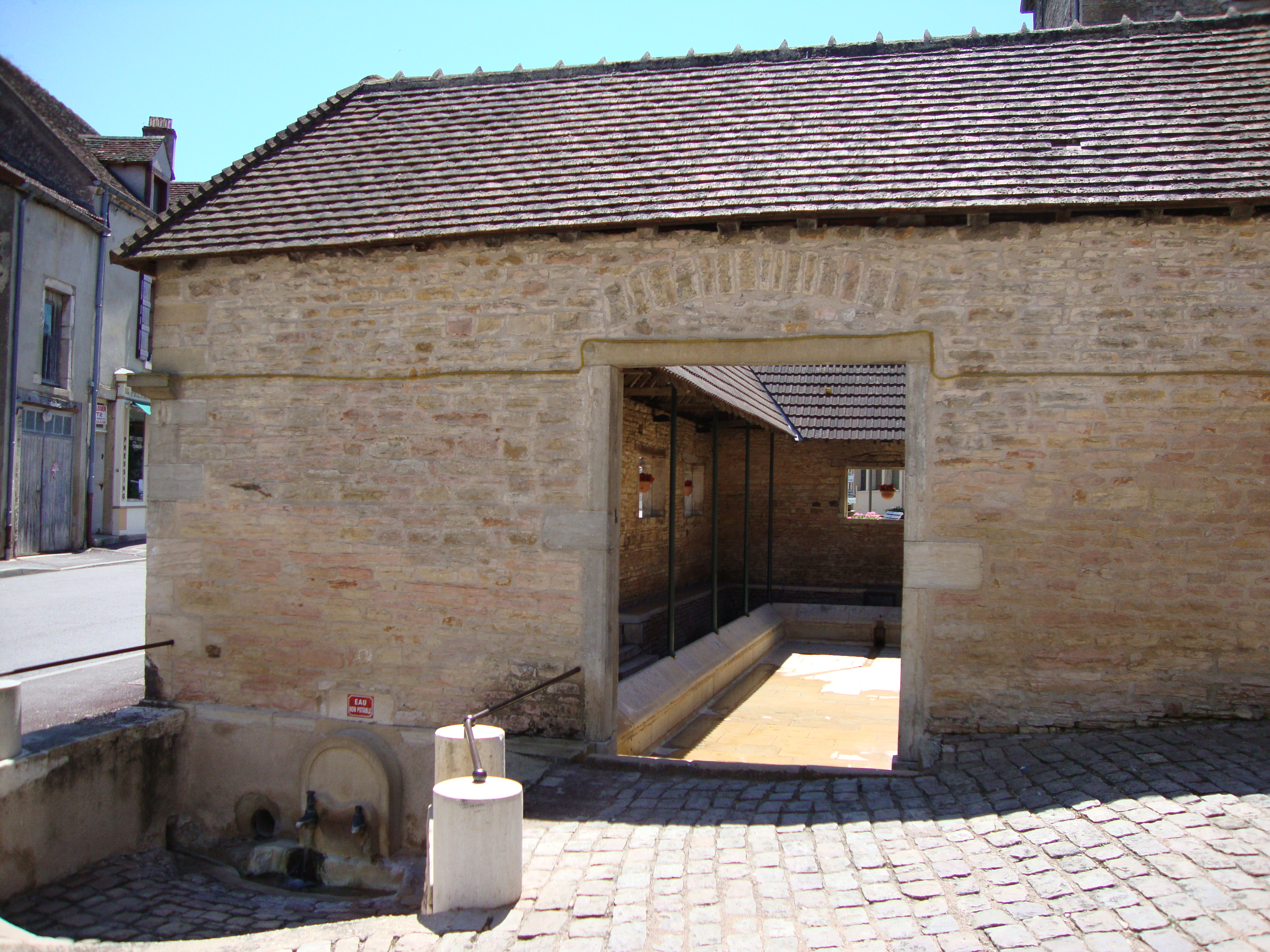
Lavoir.
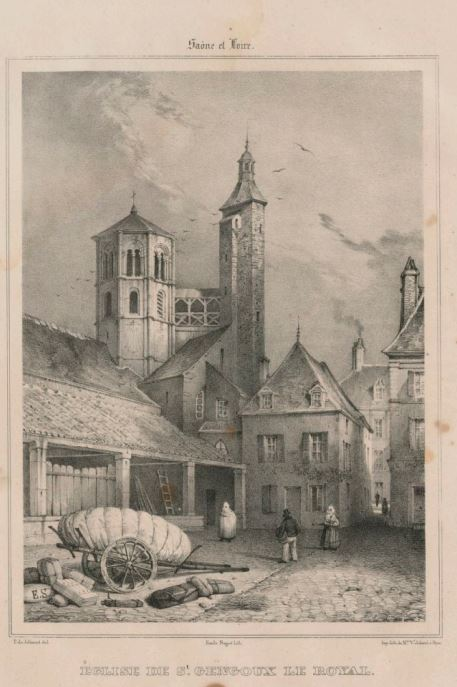
Dessin dans voyage pittoresque en Bourgogne ou Description historique et vues des monuments antiques, modernes et du Moyen Âge....  impr. Vve Jobard, 1833-1835 (Grenoble).

### Manifestations
- Festival Printanier, le 1er dimanche de mai : défilé de chars fleuris, musiques, majorettes et groupes d'animations, le tout sur fond de fête foraine.
- Randonnée « la Jouvencelle », le 2e dimanche de mai : circuits de marche et VTT.
- Marchés artisanaux de nuit, juillet et août.

### La voie verte
Utilisant la plateforme de la ligne de Cluny à Chalon-sur-Saône, une  voie verte est idéale pour se promener à bicyclette, en roller, en fauteuil roulant ou tout simplement à pied, sur une voie sécurisée, à l'abri de la circulation automobile en direction de Cluny au sud ou de Chalon-sur-Saône au nord-est.
De Saint-Rémy à Charnay-lès-Mâcon, la voie verte, longue de 70 km, traverse un paysage diversifié de forêts, bocages, coteaux viticoles de la Côte Chalonnaise et du Mâconnais et permet d'accéder aux sites touristiques de Givry, Buxy, Saint-Gengoux-le-National, Cormatin, Cluny…
Vingt-cinq boucles de cyclotourisme balisées sont rattachées à l'ensemble de la voie verte, et permettent ainsi d'apprécier la vie locale, artisanale et culturelle de la Bourgogne du Sud.

### L'office du tourisme cantonal
L'office du tourisme cantonal, situé dans un ancien poste de garde napoléonien, propose diverses balades et endroits à découvrir sur Saint-Gengoux et son canton.

### Littérature
L'église de Saint-Gengoux est citée comme point de passage sur un chemin initiatique vers Compostelle au début du XIIe siècle dans le livre Les étoiles de Compostelle par Henri Vincenot.

### Personnalités liées à la commune
- Théo Bretin, parlementaire sous la Troisième République, militant de la SFIO et du Parti socialiste démocratique, est né à Saint-Gengoux-le-National en 1879.
- Pierre Élie Ferrier, auteur-illustrateur de littérature d'enfance et de jeunesse né en 1939, y passait ses vacances d'enfance.

### Héraldique
| Armes de Monpazier | Les armes de Saint-Gengoux-le-National se blasonnent ainsi : « De gueules à la bande d'or chargée de trois alérions de sable, et accompagnée de deux cors de chasse d'or. » |

## Pour approfondir